# Bosco di Dalmine
Il bosco di Dalmine è un bosco urbano planiziale situato nel territorio comunale di Dalmine, in provincia di Bergamo.

## Genesi
Nel 2008 il PLIS, Parco locale di interesse sovracomunale del basso corso del fiume Brembo, decide di progettare e realizzare aree boscate utilizzando un cofinanziamento assegnato nell'ambito del Bando di Regione Lombardia "10.000 ettari di nuovi boschi e sistemi verdi multifunzionali" del 2006, oltre a fondi provenienti dalle quote di partecipazione dei Comuni appartenenti al PLIS.
Viene stilato quindi il Progetto di qualificazione-potenziamento del sistema verde nell'ambito territoriale del Parco del Brembo individuando due aree, una nel comune di Dalmine e l'altra nel comune di Madone; le opere previste si inseriscono in un più ampio disegno di riqualificazione potenziamento dei sistemi verdi del PLIS, interessando, come in questo caso, anche aree limitrofe ai confini del PLIS.
I lavori sono stati eseguiti nel corso del 2009.
Il 1º ottobre 2020 il bosco è stato intitolato a Elena Tironi, promotrice del progetto.

## Descrizione
Il bosco si estende su 5,9 ettari di terreno agricolo prima coltivato o pascolato, in un'area compresa tra la via Mariano a Est e la via Brembo a nord; gli altri lati confinano con aree urbanizzate. Originariamente la fascia centrale prativa era percorsa da una linea elettrica ora rimossa.
Su tale superficie sono state collocate circa 8.300 piante, con un sesto d'impianto molto fitto, stante la probabilità di fallanze nel corso degli anni.
Le specie scelte sono totalmente autoctone e comprendono sia alberi, che costituiscono la vera e propria parte boscata, che arbusti, disposti a "macchie" ai margini del bosco nelle zone cosiddette di "transizione" o dove il terreno, per le caratteristiche pedologiche, sembrava offrire limitato sostentamento.

## Flora
Nel parco sono presenti le seguenti specie:
Specie a portamento arboreo
- Rovere (Quercus petraea)
- Cerro (Quercus cerris)
- Farnia (Quercus robur)
- Carpino bianco (Carpinus betulus)
- Olmo campestre (Ulmus minor)
- Acero campestre (Acer campestre)
- Ciliegio (Prunus avium)
- Frassino maggiore (Fraxinus excelsior)
- Ciavardello (Sorbus torminalis)

Specie a portamento arbustivo
- Biancospino (Crataegus monogyna e Crataegus oxyacantha)
- Nocciolo (Corylus avellana)
- Fusaggine (Euonymus europaeus)
- Ligustro (Ligustrum vulgare)
- Viburno (Viburnum lantana)
- Prugnolo (Prunus spinosa)
- Rosa selvativa (Rosa canina)
- Rosa cavallina (Rosa arvensis)
- Rosa gallica (Rosa gallica)
- Corniolo (Cornus mas)
- Sanguinella (Cornus sanguinea)